# 우루과이 문학
다음은 우루과이 문학에 관한 설명이다.
플로렌시오 산체스(1875-1910)가 자연주의적 희곡<라 구린가>로 라틴아메리카 근대극의 창시자가 되기까지에는 문학상 괄목할 만한 것이 없었다. 후아나 이바르보로(1895- ? )는 유려한 시풍으로 직각적(直覺的) 사랑의 환희와 애통을 노래한 여류시인이다. 소설로는 <아리엘>로서 두 개의 아메리카 융화를 제창한 호세 엔리케 로도(1872-1917)가 걸출한 바 있다.